# آل محمد (مكيراس)

تعديل مصدري - تعديل

ال محمد هي إحدى قرى عزلة مكيراس بمديرية مكيراس التابعة لمحافظة البيضاء، بلغ تعداد سكانها 154 نسمة حسب تعداد اليمن لعام 2004.